# Élections législatives de 1967 à Paris
Les élections législatives françaises de 1967 se déroulent les 5 et 12 mars 1967. À Paris, trente et un députés sont à élire dans le cadre de trente et une circonscriptions.
Les gaullistes, qui avaient remporté la totalité des sièges parisiens lors des élections précédentes, enregistrent un excellent score au premier tour et arrivent en tête dans toutes les circonscriptions parisiennes. Cependant, comme au niveau national, le rapport de force s'inverse entre les deux tours et les gaullistes perdent finalement 10 sièges par rapport à 1962. C'est la première fois que la gauche fait élire des députés à Paris sous la Cinquième république (8 au total).
Le recul des gaullistes profite principalement au Parti communiste français et, dans une moindre mesure, au Centre démocrate et à la gauche non-communiste (FGDS) avec l'élection sur le fil de Claude Estier dans la circonscription des Grandes-Carrières face à Alexandre Sanguinetti, baron gaulliste et ministre sortant des Anciens Combattants.
Le ministre sortant des Affaires étrangères, Maurice Couve de Murville, alors pressenti pour être nommé premier ministre en remplacement de Georges Pompidou, est battu par le centriste Édouard Frédéric-Dupont ce qui empêche le remplacement de Pompidou. Couve de Murville est finalement élu dans la 6e circonscription aux élections suivantes et est nommé premier ministre le 10 juillet 1968.

## Élus
| Circonscription                                 | Député sortant                                       | Parti | Parti   | Député élu ou réélu     | Parti | Parti      |
| ----------------------------------------------- | ---------------------------------------------------- | ----- | ------- | ----------------------- | ----- | ---------- |
| 1re                                             | Pierre-Charles Krieg                                 |       | UNR-UDT | Pierre-Charles Krieg    |       | UD-Ve      |
| 2e                                              | Amédée Brousset suppléant de Jean Sainteny*          |       | UNR-UDT | Jacques Dominati        |       | RI         |
| 3e                                              | René Capitant                                        |       | UNR-UDT | René Capitant           |       | UD-Ve      |
| 4e                                              | Pierre Bas                                           |       | UNR-UDT | Pierre Bas              |       | UD-Ve      |
| 5e                                              | Jacques Mer                                          |       | UNR-UDT | Édouard Frédéric-Dupont |       | CD         |
| 6e                                              | Bernard Dupérier                                     |       | UNR-UDT | Raymond Bousquet        |       | UD-Ve      |
| 7e                                              | Gabriel Kaspereit                                    |       | UNR-UDT | Gabriel Kaspereit       |       | UD-Ve      |
| 8e                                              | Jean-Charles Lepidi                                  |       | UNR-UDT | Jean-Charles Lepidi     |       | UD-Ve      |
| 9e                                              | André Fanton                                         |       | UNR-UDT | André Fanton            |       | UD-Ve      |
| 10e                                             | Jacques Malleville                                   |       | UNR-UDT | Jacques Chambaz         |       | PCF        |
| 11e                                             | Jean-Claude Servan-Schreiber suppléant de Roger Frey |       | UNR-UDT | Roger Frey              |       | UD-Ve      |
| 12e                                             | Pierre-Louis Bourgoin                                |       | UNR-UDT | Pierre-Louis Bourgoin   |       | UD-Ve      |
| 13e                                             | René Sanson                                          |       | UNR-UDT | Pierre Cot              |       | PCF        |
| 14e                                             | Hubert Germain                                       |       | UNR-UDT | Serge Boucheny          |       | PCF        |
| 15e                                             | Michel de Grailly                                    |       | UNR-UDT | Michel de Grailly       |       | UD-Ve      |
| 16e                                             | Christian de La Malène                               |       | UNR-UDT | Christian de La Malène  |       | UD-Ve      |
| 17e                                             | Bernard Rocher suppléant de Jacques Marette          |       | UNR-UDT | Jacques Marette         |       | UD-Ve      |
| 18e                                             | Nicole de Hauteclocque                               |       | UNR-UDT | Nicole de Hauteclocque  |       | UD-Ve      |
| 19e                                             | Claude Roux                                          |       | UNR-UDT | Claude Roux             |       | UD-Ve      |
| 20e                                             | Michel Habib-Deloncle                                |       | UNR-UDT | Michel Habib-Deloncle   |       | UD-Ve      |
| 21e                                             | Bernard Lepeu                                        |       | UNR-UDT | Bernard Lepeu           |       | UD-Ve      |
| 22e                                             | Jacques Sanglier                                     |       | UNR-UDT | Bernard Lafay           |       | CD         |
| 23e                                             | Jean de Préaumont                                    |       | UNR-UDT | Jean de Préaumont       |       | UD-Ve      |
| 24e                                             | Robert Trémollières suppléant de François Missoffe   |       | UNR-UDT | François Missoffe       |       | UD-Ve      |
| 25e                                             | Dominique Wapler suppléant de Alexandre Sanguinetti  |       | UNR-UDT | Claude Estier           |       | CIR (FGDS) |
| 26e                                             | Joël Le Tac                                          |       | UNR-UDT | Joël Le Tac             |       | UD-Ve      |
| 27e                                             | Jean Bernasconi                                      |       | UNR-UDT | Louis Baillot           |       | PCF        |
| 28e                                             | Pierre Ruais                                         |       | UNR-UDT | Pierre Ruais            |       | UD-Ve      |
| 29e                                             | André Rives-Henrÿs                                   |       | UNR-UDT | Paul Laurent            |       | PCF        |
| 30e                                             | Marc Saintout                                        |       | UNR-UDT | Claire Vergnaud         |       | PCF        |
| 31e                                             | Albert Marcenet                                      |       | UNR-UDT | Lucien Villa            |       | PCF        |
| * député sortant ne se représentant pas en 1967 |                                                      |       |         |                         |       |            |

## Résultats

### Résultats à l'échelle du département
| Parti                                                 | Parti                                                 | Parti                                      | Premier tour | Premier tour | Second tour | Second tour | Sièges |
| Parti                                                 | Parti                                                 | Parti                                      | Voix         | %            | Voix        | %           | Sièges |
| ----------------------------------------------------- | ----------------------------------------------------- | ------------------------------------------ | ------------ | ------------ | ----------- | ----------- | ------ |
|                                                       |                                                       | Union des démocrates pour la Ve République | 490 628      | 41,72        | 561 435     | 51,75       | 20     |
|                                                       | Républicains indépendants                             | 14 820                                     | 1,26         | 19 772       | 1,82        | 1           |        |
|                                                       | Divers droite (Gaullistes)                            | 6 308                                      | 0,54         |              |             | 0           |        |
| Total Union des républicains de progrès               | Total Union des républicains de progrès               | 511 756                                    | 43,52        | 581 207      | 53,57       | 21          |        |
|                                                       |                                                       | Parti communiste français                  | 249 403      | 21,21        | 330 400     | 30,45       | 6      |
|                                                       | Union progressiste                                    | 12 865                                     | 1,09         | 16 124       | 1,49        | 1           |        |
| Total Parti communiste français et alliés             | Total Parti communiste français et alliés             | 262 268                                    | 22,30        | 346 524      | 31,94       | 7           |        |
|                                                       |                                                       | Centre démocrate                           | 178 706      | 15,20        | 85 052      | 7,84        | 2      |
|                                                       | Progrès et démocratie moderne (Divers)                | 5 813                                      | 0,49         |              |             | 0           |        |
| Total Progrès et démocratie moderne                   | Total Progrès et démocratie moderne                   | 184 519                                    | 15,69        | 85 052       | 7,84        | 2           |        |
|                                                       |                                                       | Convention des institutions républicaines  | 64 236       | 5,46         | 42 837      | 3,94        | 1      |
|                                                       | Section française de l'Internationale ouvrière        | 51 337                                     | 4,37         | 14 717       | 1,36        | 0           |        |
|                                                       | Parti radical                                         | 12 157                                     | 1,03         | Retrait      | Retrait     | 0           |        |
|                                                       | Mouvement démocratique féminin                        | 5 834                                      | 0,50         |              |             | 0           |        |
| Total Fédération de la gauche démocrate et socialiste | Total Fédération de la gauche démocrate et socialiste | 133 564                                    | 11,36        | 57 554       | 5,30        | 1           |        |
|                                                       | Parti socialiste unifié                               | Parti socialiste unifié                    | 55 341       | 4,71         | Retrait     | Retrait     | 0      |
|                                                       | Modérés                                               | Modérés                                    | 22 596       | 1,92         |             |             | 0      |
|                                                       | Extrême droite                                        | Extrême droite                             | 3 947        | 0,34         | 0           |             |        |
|                                                       | Extrême gauche                                        | Extrême gauche                             | 2 017        | 0,17         | 0           |             |        |
|                                                       |                                                       |                                            |              |              |             |             |        |
| Inscrits                                              | Inscrits                                              | Inscrits                                   | 1 513 577    | 100,00       | 1 513 473   | 100,00      | 31     |
| Abstentions                                           | Abstentions                                           | Abstentions                                | 317 727      | 20,99        | 377 404     | 24,94       |        |
| Votants                                               | Votants                                               | Votants                                    | 1 195 850    | 79,01        | 1 136 069   | 75,06       |        |
| Blancs et nuls                                        | Blancs et nuls                                        | Blancs et nuls                             | 19 842       | 1,66         | 51 160      | 4,5         |        |
| Exprimés                                              | Exprimés                                              | Exprimés                                   | 1 176 008    | 98,34        | 1 084 909   | 95,5        |        |
| Source : Data.gouv.fr                                 |                                                       |                                            |              |              |             |             |        |

### Résultats par circonscription
| Aller aux résultats d'une circonscription |
| --- |
| 1re • 2e • 3e • 4e • 5e • 6e • 7e • 8e • 9e • 10e • 11e • 12e • 13e • 14e • 15e 16e • 17e • 18e • 19e • 20e • 21e • 22e • 23e • 24e • 25e • 26e • 27e • 28e • 29e • 30e • 31e |

#### Première circonscription
| Candidat                    | Candidat                           | Parti          | Premier tour | Premier tour | Second tour | Second tour |  |
| Candidat                    | Candidat                           | Parti          | Voix         | %            | Voix        | %           |  |
| --------------------------- | ---------------------------------- | -------------- | ------------ | ------------ | ----------- | ----------- |  |
|                             | Pierre-Charles Krieg sortant réélu | UD-Ve          | 15 881       | 40,42        | 20 396      | 58,32       |  |
|                             | Jean Legaret                       | CD (PDM)       | 8 911        | 22,68        | Retrait     | Retrait     |  |
|                             | Marcel Krop                        | PCF            | 7 751        | 19,73        | 14 576      | 41,68       |  |
|                             | Robert Badinter                    | CIR (FGDS)     | 6 427        | 16,36        | Retrait     | Retrait     |  |
|                             | Henry-Guy Devignac                 | Divers droite  | 316          | 0,80         |             |             |  |
|                             |                                    |                |              |              |             |             |  |
| Inscrits                    | Inscrits                           | Inscrits       | 51 923       | 100,00       | 51 937      | 100,00      |  |
| Abstentions                 | Abstentions                        | Abstentions    | 11 951       | 23,02        | 14 674      | 28,25       |  |
| Votants                     | Votants                            | Votants        | 39 972       | 76,98        | 37 263      | 71,75       |  |
| Blancs et nuls              | Blancs et nuls                     | Blancs et nuls | 686          | 1,72         | 2 291       | 6,15        |  |
| Exprimés                    | Exprimés                           | Exprimés       | 39 286       | 98,28        | 34 972      | 93,85       |  |
| Source : Gallica et CEVIPOF |                                    |                |              |              |             |             |  |

#### Deuxième circonscription
| Candidat       | Candidat               | Parti                     | Premier tour | Premier tour | Second tour | Second tour |  |
| Candidat       | Candidat               | Parti                     | Voix         | %            | Voix        | %           |  |
| -------------- | ---------------------- | ------------------------- | ------------ | ------------ | ----------- | ----------- |  |
|                | Jacques Dominati élu   | RI                        | 14 820       | 37,25        | 19 772      | 53,27       |  |
|                | Hervé Ropert           | PCF                       | 9 784        | 24,59        | 17 343      | 46,73       |  |
|                | Gaston Lefebvre        | CD (PDM)                  | 4 035        | 10,14        |             |             |  |
|                | Gilbert Chabrut        | SFIO (FGDS)               | 3 723        | 9,36         |             |             |  |
|                | David Weill            | PSU                       | 3 175        | 7,98         |             |             |  |
|                | Alex Moscovitch        | Divers droite (Gaulliste) | 1 806        | 4,54         |             |             |  |
|                | M. Delahaye            | Modérés                   | 777          | 1,95         |             |             |  |
|                | Robert Azoulay         | Modérés                   | 582          | 1,46         |             |             |  |
|                | Louis de Charbonnières | Modérés                   | 557          | 1,4          |             |             |  |
|                | M. Luciani             | Extrême gauche            | 531          | 1,33         |             |             |  |
|                |                        |                           |              |              |             |             |  |
| Inscrits       | Inscrits               | Inscrits                  | 52 922       | 100,00       | 52 923      | 100,00      |  |
| Abstentions    | Abstentions            | Abstentions               | 12 330       | 23,3         | 14 066      | 26,58       |  |
| Votants        | Votants                | Votants                   | 40 592       | 76,7         | 38 857      | 73,42       |  |
| Blancs et nuls | Blancs et nuls         | Blancs et nuls            | 802          | 1,98         | 1 742       | 4,48        |  |
| Exprimés       | Exprimés               | Exprimés                  | 39 790       | 98,02        | 37 115      | 95,52       |  |

#### Troisième circonscription
| Candidat                         | Candidat                    | Parti          | Premier tour | Premier tour | Second tour | Second tour |  |
| Candidat                         | Candidat                    | Parti          | Voix         | %            | Voix        | %           |  |
| -------------------------------- | --------------------------- | -------------- | ------------ | ------------ | ----------- | ----------- |  |
|                                  | René Capitant sortant réélu | UD-Ve          | 16 678       | 42,29        | 18 457      | 49,01       |  |
|                                  | Bernard Gulon               | PCF            | 8 139        | 20,64        | 13 746      | 36,5        |  |
|                                  | Robert Verdier              | PSU            | 6 673        | 16,92        | Retrait     | Retrait     |  |
|                                  | Jacques Raffin              | CD (PDM)       | 6 066        | 15,38        | 5 456       | 14,49       |  |
|                                  | Pierre-Émile Menuet         | Modérés        | 999          | 2,53         |             |             |  |
|                                  | Georges Schmelz             | Extrême droite | 883          | 2,24         |             |             |  |
|                                  |                             |                |              |              |             |             |  |
| Inscrits                         | Inscrits                    | Inscrits       | 55 781       | 100,00       | 55 781      | 100,00      |  |
| Abstentions                      | Abstentions                 | Abstentions    | 15 724       | 28,19        | 17 367      | 31,13       |  |
| Votants                          | Votants                     | Votants        | 40 057       | 71,81        | 38 414      | 68,87       |  |
| Blancs et nuls                   | Blancs et nuls              | Blancs et nuls | 619          | 1,55         | 755         | 1,97        |  |
| Exprimés                         | Exprimés                    | Exprimés       | 39 438       | 98,45        | 37 659      | 98,03       |  |
| Source : Data.gouv.fr et CEVIPOF |                             |                |              |              |             |             |  |

#### Quatrième circonscription
| Candidat                         | Candidat                 | Parti          | Premier tour | Premier tour | Second tour | Second tour |  |
| Candidat                         | Candidat                 | Parti          | Voix         | %            | Voix        | %           |  |
| -------------------------------- | ------------------------ | -------------- | ------------ | ------------ | ----------- | ----------- |  |
|                                  | Pierre Bas sortant réélu | UD-Ve          | 15 991       | 46,75        | 17 571      | 62,79       |  |
|                                  | Dominique Pado           | CD (PDM)       | 7 740        | 22,63        | 10 412      | 37,21       |  |
|                                  | Francette Lazard         | PCF            | 4 273        | 12,49        |             |             |  |
|                                  | Cécile Goldet            | SFIO (FGDS)    | 3 309        | 9,67         |             |             |  |
|                                  | Jacques Lautman          | PSU            | 2 567        | 7,5          |             |             |  |
|                                  | M. Benoit                | Modérés        | 329          | 0,96         |             |             |  |
|                                  |                          |                |              |              |             |             |  |
| Inscrits                         | Inscrits                 | Inscrits       | 45 995       | 100,00       | 45 995      | 100,00      |  |
| Abstentions                      | Abstentions              | Abstentions    | 11 324       | 24,62        | 15 184      | 33,01       |  |
| Votants                          | Votants                  | Votants        | 34 671       | 75,38        | 30 811      | 66,99       |  |
| Blancs et nuls                   | Blancs et nuls           | Blancs et nuls | 462          | 1,33         | 2 828       | 9,18        |  |
| Exprimés                         | Exprimés                 | Exprimés       | 34 209       | 98,67        | 27 983      | 90,82       |  |
| Source : Data.gouv.fr et CEVIPOF |                          |                |              |              |             |             |  |

#### Cinquième circonscription
| Candidat                  | Candidat                    | Parti                     | Premier tour | Premier tour | Second tour | Second tour |  |
| Candidat                  | Candidat                    | Parti                     | Voix         | %            | Voix        | %           |  |
| ------------------------- | --------------------------- | ------------------------- | ------------ | ------------ | ----------- | ----------- |  |
|                           | Maurice Couve de Murville   | UD-Ve                     | 17 983       | 41,92        | 19 505      | 49,64       |  |
|                           | Édouard Frédéric-Dupont élu | CD (PDM)                  | 16 049       | 37,41        | 19 784      | 50,36       |  |
|                           | Jean-Claude Mercier         | CIR (FGDS)                | 4 118        | 9,60         |             |             |  |
|                           | Jacques Marquis             | PCF                       | 3 585        | 8,36         |             |             |  |
|                           | Marcel Barbu                | Modérés                   | 768          | 1,79         |             |             |  |
|                           | M. Delest                   | Divers droite (Gaulliste) | 396          | 0,92         |             |             |  |
|                           |                             |                           |              |              |             |             |  |
| Inscrits                  | Inscrits                    | Inscrits                  | 53 407       | 100,00       | 53 414      | 100,00      |  |
| Abstentions               | Abstentions                 | Abstentions               | 10 115       | 18,94        | 12 262      | 22,96       |  |
| Votants                   | Votants                     | Votants                   | 43 292       | 81,06        | 41 152      | 77,04       |  |
| Blancs et nuls            | Blancs et nuls              | Blancs et nuls            | 393          | 0,91         | 1 863       | 4,53        |  |
| Exprimés                  | Exprimés                    | Exprimés                  | 42 899       | 99,09        | 39 289      | 95,47       |  |
| Source : CDSP et Le Monde |                             |                           |              |              |             |             |  |

#### Sixième circonscription
| Candidat                         | Candidat                | Parti          | Premier tour | Premier tour | Second tour | Second tour |  |
| Candidat                         | Candidat                | Parti          | Voix         | %            | Voix        | %           |  |
| -------------------------------- | ----------------------- | -------------- | ------------ | ------------ | ----------- | ----------- |  |
|                                  | Raymond Bousquet élu    | UD-Ve          | 12 273       | 42,18        | 14 286      | 54,68       |  |
|                                  | Janine Alexandre-Debray | CD (PDM)       | 7 623        | 26,2         | 11 842      | 45,32       |  |
|                                  | Jacques Zighera         | Radical (FGDS) | 3 070        | 10,55        |             |             |  |
|                                  | Jacques Féron           | Modérés (RI)   | 2 890        | 9,93         |             |             |  |
|                                  | Émile Petit             | PCF            | 2 719        | 9,34         |             |             |  |
|                                  | M. Ceccaldi             | Divers droite  | 525          | 1,8          |             |             |  |
|                                  |                         |                |              |              |             |             |  |
| Inscrits                         | Inscrits                | Inscrits       | 37 468       | 100,00       | 37 474      | 100,00      |  |
| Abstentions                      | Abstentions             | Abstentions    | 8 018        | 21,4         | 10 028      | 26,76       |  |
| Votants                          | Votants                 | Votants        | 29 450       | 78,6         | 27 446      | 73,24       |  |
| Blancs et nuls                   | Blancs et nuls          | Blancs et nuls | 350          | 1,19         | 1 318       | 4,8         |  |
| Exprimés                         | Exprimés                | Exprimés       | 29 100       | 98,81        | 26 128      | 95,2        |  |
| Source : Data.gouv.fr et CEVIPOF |                         |                |              |              |             |             |  |

#### Septième circonscription
| Candidat                  | Candidat                        | Parti          | Premier tour | Premier tour | Second tour | Second tour |  |
| Candidat                  | Candidat                        | Parti          | Voix         | %            | Voix        | %           |  |
| ------------------------- | ------------------------------- | -------------- | ------------ | ------------ | ----------- | ----------- |  |
|                           | Gabriel Kaspereit sortant réélu | UD-Ve          | 19 399       | 49,98        | 21 281      | 59,12       |  |
|                           | Michel Garnier-Thénon           | SFIO (FGDS)    | 6 575        | 16,94        | 14 717      | 40,88       |  |
|                           | Jean-Claude Briffault           | CD (PDM)       | 6 529        | 16,82        | Retrait     | Retrait     |  |
|                           | Raymond Barbé                   | PCF            | 6 308        | 16,25        | Retrait     | Retrait     |  |
|                           |                                 |                |              |              |             |             |  |
| Inscrits                  | Inscrits                        | Inscrits       | 50 616       | 100,00       | 50 616      | 100,00      |  |
| Abstentions               | Abstentions                     | Abstentions    | 11 125       | 21,98        | 13 352      | 26,38       |  |
| Votants                   | Votants                         | Votants        | 39 491       | 78,02        | 37 264      | 73,62       |  |
| Blancs et nuls            | Blancs et nuls                  | Blancs et nuls | 680          | 1,72         | 1 266       | 3,4         |  |
| Exprimés                  | Exprimés                        | Exprimés       | 38 811       | 98,28        | 35 998      | 96,6        |  |
| Source : CDSP et Le Monde |                                 |                |              |              |             |             |  |

#### Huitième circonscription
| Candidat                         | Candidat                          | Parti                     | Premier tour | Premier tour | Second tour | Second tour |  |
| Candidat                         | Candidat                          | Parti                     | Voix         | %            | Voix        | %           |  |
| -------------------------------- | --------------------------------- | ------------------------- | ------------ | ------------ | ----------- | ----------- |  |
|                                  | Jean-Charles Lepidi sortant réélu | UD-Ve                     | 23 486       | 45,49        | 26 486      | 55,75       |  |
|                                  | Catherine Lagatu                  | PCF                       | 13 241       | 25,64        | 21 020      | 44,25       |  |
|                                  | Jean-Pierre Lataste               | CD (PDM)                  | 5 439        | 10,53        |             |             |  |
|                                  | Janette Brutelle-Duba             | SFIO (FGDS)               | 5 302        | 10,27        |             |             |  |
|                                  | Roger Noulé                       | PSU                       | 3 295        | 6,38         |             |             |  |
|                                  | M. Lakhdari                       | Modérés                   | 568          | 1,1          |             |             |  |
|                                  | M. Tammann                        | Divers droite (Gaulliste) | 301          | 0,58         |             |             |  |
|                                  |                                   |                           |              |              |             |             |  |
| Inscrits                         | Inscrits                          | Inscrits                  | 65 511       | 100,00       | 65 465      | 100,00      |  |
| Abstentions                      | Abstentions                       | Abstentions               | 12 972       | 19,8         | 15 604      | 23,84       |  |
| Votants                          | Votants                           | Votants                   | 52 539       | 80,2         | 49 861      | 76,16       |  |
| Blancs et nuls                   | Blancs et nuls                    | Blancs et nuls            | 907          | 1,73         | 2 355       | 4,72        |  |
| Exprimés                         | Exprimés                          | Exprimés                  | 51 632       | 98,27        | 47 506      | 95,28       |  |
| Source : Data.gouv.fr et CEVIPOF |                                   |                           |              |              |             |             |  |

#### Neuvième circonscription
| Candidat                         | Candidat                   | Parti                     | Premier tour | Premier tour | Second tour | Second tour |  |
| Candidat                         | Candidat                   | Parti                     | Voix         | %            | Voix        | %           |  |
| -------------------------------- | -------------------------- | ------------------------- | ------------ | ------------ | ----------- | ----------- |  |
|                                  | André Fanton sortant réélu | UD-Ve                     | 14 819       | 43           | 17 138      | 52,72       |  |
|                                  | Yvonne Dumont              | PCF                       | 9 520        | 27,62        | 15 370      | 47,28       |  |
|                                  | André Cellard              | Radical (FGDS)            | 4 357        | 12,64        | Retrait     | Retrait     |  |
|                                  | René Maquer                | CD (PDM)                  | 3 066        | 8,9          |             |             |  |
|                                  | Raymond Sarembaud          | PSU                       | 1 842        | 5,34         |             |             |  |
|                                  | Pierre Grandin             | Extrême droite            | 603          | 1,75         |             |             |  |
|                                  | Jacques Bidel              | Divers droite (Gaulliste) | 259          | 0,75         |             |             |  |
|                                  |                            |                           |              |              |             |             |  |
| Inscrits                         | Inscrits                   | Inscrits                  | 43 339       | 100,00       | 43 331      | 100,00      |  |
| Abstentions                      | Abstentions                | Abstentions               | 8 233        | 19           | 9 523       | 21,98       |  |
| Votants                          | Votants                    | Votants                   | 35 106       | 81           | 33 808      | 78,02       |  |
| Blancs et nuls                   | Blancs et nuls             | Blancs et nuls            | 640          | 1,82         | 1 300       | 3,85        |  |
| Exprimés                         | Exprimés                   | Exprimés                  | 34 466       | 98,18        | 32 508      | 96,15       |  |
| Source : Data.gouv.fr et CEVIPOF |                            |                           |              |              |             |             |  |

#### Dixième circonscription
| Candidat                    | Candidat                   | Parti          | Premier tour | Premier tour | Second tour | Second tour |  |
| Candidat                    | Candidat                   | Parti          | Voix         | %            | Voix        | %           |  |
| --------------------------- | -------------------------- | -------------- | ------------ | ------------ | ----------- | ----------- |  |
|                             | Jacques Malleville sortant | UD-Ve          | 17 694       | 38,93        | 20 979      | 48,68       |  |
|                             | Jacques Chambaz élu        | PCF            | 14 399       | 31,68        | 22 116      | 51,32       |  |
|                             | Georges Leygnac            | CIR (FGDS)     | 5 180        | 11,40        |             |             |  |
|                             | Philippe Mabille           | CD (PDM)       | 5 147        | 11,33        |             |             |  |
|                             | Yves Jouffa                | PSU            | 3 026        | 6,66         |             |             |  |
|                             |                            |                |              |              |             |             |  |
| Inscrits                    | Inscrits                   | Inscrits       | 57 269       | 100,00       | 57 258      | 100,00      |  |
| Abstentions                 | Abstentions                | Abstentions    | 10 902       | 19,04        | 12 546      | 21,91       |  |
| Votants                     | Votants                    | Votants        | 46 367       | 80,96        | 44 712      | 78,09       |  |
| Blancs et nuls              | Blancs et nuls             | Blancs et nuls | 921          | 1,99         | 1 617       | 3,62        |  |
| Exprimés                    | Exprimés                   | Exprimés       | 45 446       | 98,01        | 43 095      | 96,38       |  |
| Source : Gallica et CEVIPOF |                            |                |              |              |             |             |  |

#### Onzième circonscription
| Candidat                         | Candidat                 | Parti          | Premier tour | Premier tour | Second tour | Second tour |  |
| Candidat                         | Candidat                 | Parti          | Voix         | %            | Voix        | %           |  |
| -------------------------------- | ------------------------ | -------------- | ------------ | ------------ | ----------- | ----------- |  |
|                                  | Roger Frey sortant réélu | UD-Ve          | 19 020       | 47,12        | 21 280      | 58,84       |  |
|                                  | Maria Doriath            | PCF            | 7 920        | 19,62        | 14 884      | 41,16       |  |
|                                  | Jacques Rolland          | CD (PDM)       | 5 186        | 12,85        | Retrait     | Retrait     |  |
|                                  | Paul Carpena             | SFIO (FGDS)    | 4 733        | 11,73        |             |             |  |
|                                  | Philippe Laubreaux       | PSU            | 2 518        | 6,24         |             |             |  |
|                                  | Georges Maillet-Contoz   | Modérés        | 988          | 2,45         |             |             |  |
|                                  |                          |                |              |              |             |             |  |
| Inscrits                         | Inscrits                 | Inscrits       | 49 957       | 100,00       | 49 965      | 100,00      |  |
| Abstentions                      | Abstentions              | Abstentions    | 8 909        | 17,83        | 11 525      | 23,07       |  |
| Votants                          | Votants                  | Votants        | 41 048       | 82,17        | 38 440      | 76,93       |  |
| Blancs et nuls                   | Blancs et nuls           | Blancs et nuls | 683          | 1,66         | 2 276       | 5,92        |  |
| Exprimés                         | Exprimés                 | Exprimés       | 40 365       | 98,34        | 36 164      | 94,08       |  |
| Source : Data.gouv.fr et CEVIPOF |                          |                |              |              |             |             |  |

#### Douzième circonscription
| Candidat                         | Candidat                            | Parti          | Premier tour | Premier tour | Second tour | Second tour |  |
| Candidat                         | Candidat                            | Parti          | Voix         | %            | Voix        | %           |  |
| -------------------------------- | ----------------------------------- | -------------- | ------------ | ------------ | ----------- | ----------- |  |
|                                  | Pierre-Louis Bourgoin sortant réélu | UD-Ve          | 15 220       | 43,59        | 17 512      | 54,56       |  |
|                                  | Georges Heckli                      | PCF            | 8 902        | 25,49        | 14 584      | 45,44       |  |
|                                  | Marie-Thérèse Eyquem                | CIR (FGDS)     | 5 826        | 16,68        | Retrait     | Retrait     |  |
|                                  | Paul Pernin                         | CD (PDM)       | 4 970        | 14,23        | Retrait     | Retrait     |  |
|                                  |                                     |                |              |              |             |             |  |
| Inscrits                         | Inscrits                            | Inscrits       | 44 535       | 100,00       | 44 544      | 100,00      |  |
| Abstentions                      | Abstentions                         | Abstentions    | 8 914        | 20,02        | 10 756      | 24,15       |  |
| Votants                          | Votants                             | Votants        | 35 621       | 79,98        | 33 788      | 75,85       |  |
| Blancs et nuls                   | Blancs et nuls                      | Blancs et nuls | 703          | 1,97         | 1 692       | 5,01        |  |
| Exprimés                         | Exprimés                            | Exprimés       | 34 918       | 98,03        | 32 096      | 94,99       |  |
| Source : Data.gouv.fr et CEVIPOF |                                     |                |              |              |             |             |  |

#### Treizième circonscription
| Candidat                         | Candidat            | Parti          | Premier tour | Premier tour | Second tour | Second tour |  |
| Candidat                         | Candidat            | Parti          | Voix         | %            | Voix        | %           |  |
| -------------------------------- | ------------------- | -------------- | ------------ | ------------ | ----------- | ----------- |  |
|                                  | René Sanson sortant | UD-Ve          | 12 887       | 41,04        | 14 449      | 47,26       |  |
|                                  | Pierre Cot élu      | UP (PCF)       | 12 865       | 40,97        | 16 124      | 52,74       |  |
|                                  | Jean Tixier         | CD (PDM)       | 2 945        | 9,38         |             |             |  |
|                                  | Michel Grimal       | PSU            | 2 702        | 8,61         |             |             |  |
|                                  |                     |                |              |              |             |             |  |
| Inscrits                         | Inscrits            | Inscrits       | 40 313       | 100,00       | 40 311      | 100,00      |  |
| Abstentions                      | Abstentions         | Abstentions    | 8 396        | 20,83        | 8 851       | 21,96       |  |
| Votants                          | Votants             | Votants        | 31 917       | 79,17        | 31 460      | 78,04       |  |
| Blancs et nuls                   | Blancs et nuls      | Blancs et nuls | 518          | 1,62         | 887         | 2,82        |  |
| Exprimés                         | Exprimés            | Exprimés       | 31 399       | 98,38        | 30 573      | 97,18       |  |
| Source : Data.gouv.fr et CEVIPOF |                     |                |              |              |             |             |  |

#### Quatorzième circonscription
| Candidat                  | Candidat               | Parti                     | Premier tour | Premier tour | Second tour | Second tour |  |
| Candidat                  | Candidat               | Parti                     | Voix         | %            | Voix        | %           |  |
| ------------------------- | ---------------------- | ------------------------- | ------------ | ------------ | ----------- | ----------- |  |
|                           | Hubert Germain sortant | UD-Ve                     | 15 265       | 39,15        | 18 285      | 49,61       |  |
|                           | Serge Boucheny élu     | PCF                       | 11 925       | 30,58        | 18 574      | 50,39       |  |
|                           | Claude Bourdet         | PSU                       | 6 751        | 17,31        | Retrait     | Retrait     |  |
|                           | Michel Derdevet        | CD (PDM)                  | 3 894        | 9,99         |             |             |  |
|                           | Raymond Martini        | Divers droite (Gaulliste) | 1 158        | 2,97         |             |             |  |
|                           |                        |                           |              |              |             |             |  |
| Inscrits                  | Inscrits               | Inscrits                  | 49 190       | 100,00       | 49 206      | 100,00      |  |
| Abstentions               | Abstentions            | Abstentions               | 9 570        | 19,46        | 10 734      | 21,81       |  |
| Votants                   | Votants                | Votants                   | 39 620       | 80,54        | 38 472      | 78,19       |  |
| Blancs et nuls            | Blancs et nuls         | Blancs et nuls            | 627          | 1,58         | 1 613       | 4,19        |  |
| Exprimés                  | Exprimés               | Exprimés                  | 38 993       | 98,42        | 36 859      | 95,81       |  |
| Source : CDSP et Le Monde |                        |                           |              |              |             |             |  |

#### Quinzième  circonscription
| Candidat                         | Candidat                        | Parti          | Premier tour | Premier tour | Second tour | Second tour |  |
| Candidat                         | Candidat                        | Parti          | Voix         | %            | Voix        | %           |  |
| -------------------------------- | ------------------------------- | -------------- | ------------ | ------------ | ----------- | ----------- |  |
|                                  | Michel de Grailly sortant réélu | UD-Ve          | 18 082       | 43,1         | 21 918      | 58,84       |  |
|                                  | Pierre Fabre                    | PCF            | 7 331        | 17,47        | 15 331      | 41,16       |  |
|                                  | Denis Baudouin                  | CD (PDM)       | 6 535        | 15,58        | Retrait     | Retrait     |  |
|                                  | Pierre Giraud                   | SFIO (FGDS)    | 5 163        | 12,31        |             |             |  |
|                                  | Robert Chapuis                  | PSU            | 3 470        | 8,27         |             |             |  |
|                                  | Édouard Lebas                   | Modérés        | 1 373        | 3,27         |             |             |  |
|                                  |                                 |                |              |              |             |             |  |
| Inscrits                         | Inscrits                        | Inscrits       | 53 735       | 100,00       | 53 730      | 100,00      |  |
| Abstentions                      | Abstentions                     | Abstentions    | 11 183       | 20,81        | 13 808      | 25,7        |  |
| Votants                          | Votants                         | Votants        | 42 552       | 79,19        | 39 922      | 74,3        |  |
| Blancs et nuls                   | Blancs et nuls                  | Blancs et nuls | 598          | 1,41         | 2 673       | 6,7         |  |
| Exprimés                         | Exprimés                        | Exprimés       | 41 954       | 98,59        | 37 249      | 93,3        |  |
| Source : Data.gouv.fr et CEVIPOF |                                 |                |              |              |             |             |  |

#### Seizième circonscription
| Candidat                         | Candidat                             | Parti          | Premier tour | Premier tour | Second tour | Second tour |  |
| Candidat                         | Candidat                             | Parti          | Voix         | %            | Voix        | %           |  |
| -------------------------------- | ------------------------------------ | -------------- | ------------ | ------------ | ----------- | ----------- |  |
|                                  | Christian de La Malène sortant réélu | UD-Ve          | 14 613       | 41,6         | 16 927      | 51,36       |  |
|                                  | Pierre Albert                        | PCF            | 9 849        | 28,04        | 16 031      | 48,64       |  |
|                                  | Dominique Stefanaggi                 | CIR (FGDS)     | 4 495        | 12,8         | Retrait     | Retrait     |  |
|                                  | Louis Lepage                         | CD (PDM)       | 3 287        | 9,36         |             |             |  |
|                                  | Marc Mangenot                        | PSU            | 2 180        | 6,21         |             |             |  |
|                                  | René Landes                          | Extrême droite | 702          | 2            |             |             |  |
|                                  |                                      |                |              |              |             |             |  |
| Inscrits                         | Inscrits                             | Inscrits       | 44 222       | 100,00       | 44 223      | 100,00      |  |
| Abstentions                      | Abstentions                          | Abstentions    | 8 445        | 19,1         | 9 806       | 22,17       |  |
| Votants                          | Votants                              | Votants        | 35 777       | 80,9         | 34 417      | 77,83       |  |
| Blancs et nuls                   | Blancs et nuls                       | Blancs et nuls | 651          | 1,82         | 1 459       | 4,24        |  |
| Exprimés                         | Exprimés                             | Exprimés       | 35 126       | 98,18        | 32 958      | 95,76       |  |
| Source : Data.gouv.fr et CEVIPOF |                                      |                |              |              |             |             |  |

#### Dix-septième circonscription
| Candidat                         | Candidat                      | Parti                     | Premier tour | Premier tour | Second tour | Second tour |  |
| Candidat                         | Candidat                      | Parti                     | Voix         | %            | Voix        | %           |  |
| -------------------------------- | ----------------------------- | ------------------------- | ------------ | ------------ | ----------- | ----------- |  |
|                                  | Jacques Marette sortant réélu | UD-Ve                     | 19 768       | 45,61        | 22 799      | 58,86       |  |
|                                  | Pierre Loiseau                | PCF                       | 7 968        | 18,38        | 15 936      | 41,14       |  |
|                                  | Gisèle Halimi                 | FGDS (MDF, CIR)           | 5 834        | 13,46        | Retrait     | Retrait     |  |
|                                  | Maurice Freschard             | CD (PDM)                  | 5 410        | 12,48        |             |             |  |
|                                  | Pierre Naville                | PSU                       | 2 812        | 6,49         |             |             |  |
|                                  | Jean-François Galvaire        | Extrême droite            | 1 116        | 2,57         |             |             |  |
|                                  | Michel Bailly-Maistre         | Divers droite (Gaulliste) | 433          | 1            |             |             |  |
|                                  |                               |                           |              |              |             |             |  |
| Inscrits                         | Inscrits                      | Inscrits                  | 54 701       | 100,00       | 54 686      | 100,00      |  |
| Abstentions                      | Abstentions                   | Abstentions               | 10 690       | 19,54        | 13 572      | 24,82       |  |
| Votants                          | Votants                       | Votants                   | 44 011       | 80,46        | 41 114      | 75,18       |  |
| Blancs et nuls                   | Blancs et nuls                | Blancs et nuls            | 670          | 1,52         | 2 379       | 5,79        |  |
| Exprimés                         | Exprimés                      | Exprimés                  | 43 341       | 98,48        | 38 735      | 94,21       |  |
| Source : Data.gouv.fr et CEVIPOF |                               |                           |              |              |             |             |  |

#### Dix-huitième circonscription
| Candidat                         | Candidat                               | Parti          | Premier tour | Premier tour | Second tour | Second tour |  |
| Candidat                         | Candidat                               | Parti          | Voix         | %            | Voix        | %           |  |
| -------------------------------- | -------------------------------------- | -------------- | ------------ | ------------ | ----------- | ----------- |  |
|                                  | Nicole de Hauteclocque sortante réélue | UD-Ve          | 14 892       | 46,61        | 16 455      | 54,17       |  |
|                                  | Alain Savary                           | CIR (FGDS)     | 6 674        | 20,89        | 13 924      | 45,83       |  |
|                                  | Guy Fulero                             | PCF            | 5 213        | 16,32        | Retrait     | Retrait     |  |
|                                  | Robert Tardif                          | Modérés        | 5 172        | 16,19        | Retrait     | Retrait     |  |
|                                  |                                        |                |              |              |             |             |  |
| Inscrits                         | Inscrits                               | Inscrits       | 40 510       | 100,00       | 40 504      | 100,00      |  |
| Abstentions                      | Abstentions                            | Abstentions    | 8 027        | 19,81        | 9 118       | 22,51       |  |
| Votants                          | Votants                                | Votants        | 32 483       | 80,19        | 31 386      | 77,49       |  |
| Blancs et nuls                   | Blancs et nuls                         | Blancs et nuls | 532          | 1,64         | 1 007       | 3,21        |  |
| Exprimés                         | Exprimés                               | Exprimés       | 31 951       | 98,36        | 30 379      | 96,79       |  |
| Source : Data.gouv.fr et CEVIPOF |                                        |                |              |              |             |             |  |

#### Dix-neuvième circonscription
| Candidat       | Candidat                  | Parti          | Premier tour | Premier tour | Second tour | Second tour |  |
| Candidat       | Candidat                  | Parti          | Voix         | %            | Voix        | %           |  |
| -------------- | ------------------------- | -------------- | ------------ | ------------ | ----------- | ----------- |  |
|                | Claude Roux sortant réélu | UD-Ve          | 16 646       | 43,52        | 19 158      | 55,48       |  |
|                | André Moroni              | PCF            | 8 891        | 23,25        | 15 375      | 44,52       |  |
|                | Claude Legros             | CD (PDM)       | 4 839        | 12,65        |             |             |  |
|                | René Menuet               | SFIO (FGDS)    | 4 557        | 11,91        |             |             |  |
|                | Claude Lavezzi            | PSU            | 2 059        | 5,38         |             |             |  |
|                | Robert Ruaux              | Modérés        | 776          | 2,03         |             |             |  |
|                | Yves Grenet               | Extrême gauche | 480          | 1,25         |             |             |  |
|                |                           |                |              |              |             |             |  |
| Inscrits       | Inscrits                  | Inscrits       | 48 595       | 100,00       | 48 577      | 100,00      |  |
| Abstentions    | Abstentions               | Abstentions    | 9 693        | 19,95        | 12 029      | 24,76       |  |
| Votants        | Votants                   | Votants        | 38 902       | 80,05        | 36 548      | 75,24       |  |
| Blancs et nuls | Blancs et nuls            | Blancs et nuls | 654          | 1,68         | 2 015       | 5,51        |  |
| Exprimés       | Exprimés                  | Exprimés       | 38 248       | 98,32        | 34 533      | 94,49       |  |

#### Vingtième circonscription
| Candidat                     | Candidat                            | Parti          | Premier tour | Premier tour | Second tour | Second tour |  |
| Candidat                     | Candidat                            | Parti          | Voix         | %            | Voix        | %           |  |
| ---------------------------- | ----------------------------------- | -------------- | ------------ | ------------ | ----------- | ----------- |  |
|                              | Michel Habib-Deloncle sortant réélu | UD-Ve          | 24 394       | 49,42        | 26 163      | 64,23       |  |
|                              | Alain de Lacoste-Lareymondie        | CD (PDM)       | 12 738       | 25,81        | 14 572      | 35,77       |  |
|                              | Colette Audry                       | PSU            | 6 534        | 13,24        |             |             |  |
|                              | Albert Ouzoulias                    | PCF            | 5 692        | 11,53        |             |             |  |
|                              |                                     |                |              |              |             |             |  |
| Inscrits                     | Inscrits                            | Inscrits       | 66 470       | 100,00       | 66 462      | 100,00      |  |
| Abstentions                  | Abstentions                         | Abstentions    | 16 288       | 24,5         | 21 945      | 33,02       |  |
| Votants                      | Votants                             | Votants        | 50 182       | 75,5         | 44 517      | 66,98       |  |
| Blancs et nuls               | Blancs et nuls                      | Blancs et nuls | 824          | 1,64         | 3 782       | 8,5         |  |
| Exprimés                     | Exprimés                            | Exprimés       | 49 358       | 98,36        | 40 735      | 91,5        |  |
| Source : Le Monde et Gallica |                                     |                |              |              |             |             |  |

#### Vingt-et-unième circonscription
| Candidat          | Candidat                    | Parti          | Premier tour | Premier tour | Second tour | Second tour |  |
| Candidat          | Candidat                    | Parti          | Voix         | %            | Voix        | %           |  |
| ----------------- | --------------------------- | -------------- | ------------ | ------------ | ----------- | ----------- |  |
|                   | Bernard Lepeu sortant réélu | UD-Ve          | 18 963       | 45,9         | 20 755      | 55,78       |  |
|                   | Bertrand Motte              | CD (PDM)       | 12 361       | 29,92        | 16 453      | 44,22       |  |
|                   | Caroline Villard            | CIR (FGDS)     | 3 781        | 9,15         |             |             |  |
|                   | Robert Bouvier              | PCF            | 3 601        | 8,72         |             |             |  |
|                   | Pierre de Léotard           | Modérés        | 1 855        | 4,49         |             |             |  |
|                   | Henri Martin-Dupont         | Modérés (CDR)  | 752          | 1,82         |             |             |  |
|                   |                             |                |              |              |             |             |  |
| Inscrits          | Inscrits                    | Inscrits       | 55 735       | 100,00       | 55 731      | 100,00      |  |
| Abstentions       | Abstentions                 | Abstentions    | 13 939       | 25,01        | 16 674      | 29,92       |  |
| Votants           | Votants                     | Votants        | 41 796       | 74,99        | 39 057      | 70,08       |  |
| Blancs et nuls    | Blancs et nuls              | Blancs et nuls | 483          | 1,16         | 1 849       | 4,73        |  |
| Exprimés          | Exprimés                    | Exprimés       | 41 313       | 98,84        | 37 208      | 95,27       |  |
| Source : Le Monde |                             |                |              |              |             |             |  |

#### Vingt-deuxième circonscription
| Candidat       | Candidat                 | Parti          | Premier tour | Premier tour | Second tour | Second tour |  |
| Candidat       | Candidat                 | Parti          | Voix         | %            | Voix        | %           |  |
| -------------- | ------------------------ | -------------- | ------------ | ------------ | ----------- | ----------- |  |
|                | Jacques Sanglier sortant | UD-Ve          | 12 105       | 39,74        | 13 742      | 48,97       |  |
|                | Bernard Lafay élu        | CD (PDM)       | 11 164       | 36,65        | 14 319      | 51,03       |  |
|                | Jean-Pierre Sloan        | CIR (FGDS)     | 3 517        | 11,55        |             |             |  |
|                | Maurice Goldring         | PCF            | 2 675        | 8,78         |             |             |  |
|                | Pierre Boyer de Latour   | Modérés        | 1 000        | 3,28         |             |             |  |
|                |                          |                |              |              |             |             |  |
| Inscrits       | Inscrits                 | Inscrits       | 39 137       | 100,00       | 39 138      | 100,00      |  |
| Abstentions    | Abstentions              | Abstentions    | 8 291        | 21,18        | 9 730       | 24,86       |  |
| Votants        | Votants                  | Votants        | 30 846       | 78,82        | 29 408      | 75,14       |  |
| Blancs et nuls | Blancs et nuls           | Blancs et nuls | 385          | 1,25         | 1 347       | 4,58        |  |
| Exprimés       | Exprimés                 | Exprimés       | 30 461       | 98,75        | 28 061      | 95,42       |  |

#### Vingt-troisième circonscription
| Candidat       | Candidat                        | Parti          | Premier tour | Premier tour | Second tour | Second tour |  |
| Candidat       | Candidat                        | Parti          | Voix         | %            | Voix        | %           |  |
| -------------- | ------------------------------- | -------------- | ------------ | ------------ | ----------- | ----------- |  |
|                | Jean de Préaumont sortant réélu | UD-Ve          | 15 917       | 46,33        | 17 001      | 51,68       |  |
|                | Paul Garson                     | CD (PDM)       | 8 821        | 25,67        | 6 786       | 20,63       |  |
|                | Évelyne Sullerot                | CIR (FGDS)     | 5 157        | 15,01        | 9 108       | 27,69       |  |
|                | Pierre Durand                   | PCF            | 4 463        | 12,99        | Retrait     | Retrait     |  |
|                |                                 |                |              |              |             |             |  |
| Inscrits       | Inscrits                        | Inscrits       | 44 199       | 100,00       | 44 201      | 100,00      |  |
| Abstentions    | Abstentions                     | Abstentions    | 9 316        | 21,08        | 10 884      | 24,62       |  |
| Votants        | Votants                         | Votants        | 34 883       | 78,92        | 33 317      | 75,38       |  |
| Blancs et nuls | Blancs et nuls                  | Blancs et nuls | 525          | 1,51         | 422         | 1,27        |  |
| Exprimés       | Exprimés                        | Exprimés       | 34 358       | 98,49        | 32 895      | 98,73       |  |

#### Vingt-quatrième circonscription
| Candidat       | Candidat                        | Parti          | Premier tour | Premier tour | Second tour | Second tour |  |
| Candidat       | Candidat                        | Parti          | Voix         | %            | Voix        | %           |  |
| -------------- | ------------------------------- | -------------- | ------------ | ------------ | ----------- | ----------- |  |
|                | François Missoffe sortant réélu | UD-Ve          | 15 308       | 47,21        | 17 256      | 57,87       |  |
|                | Louis Régulier                  | PCF            | 7 505        | 23,15        | 12 560      | 42,13       |  |
|                | René Miffre                     | SFIO (FGDS)    | 3 537        | 10,91        |             |             |  |
|                | Bernard Guyomard                | CD (PDM)       | 3 403        | 10,5         |             |             |  |
|                | Pierre Nardin                   | PSU            | 1 822        | 5,62         |             |             |  |
|                | Ferdinand Ferrand               | Extrême droite | 643          | 1,98         |             |             |  |
|                | Maurice Bismuth                 | Modérés        | 206          | 0,64         |             |             |  |
|                |                                 |                |              |              |             |             |  |
| Inscrits       | Inscrits                        | Inscrits       | 41 691       | 100,00       | 41 690      | 100,00      |  |
| Abstentions    | Abstentions                     | Abstentions    | 8 686        | 20,83        | 10 451      | 25,07       |  |
| Votants        | Votants                         | Votants        | 33 005       | 79,17        | 31 239      | 74,93       |  |
| Blancs et nuls | Blancs et nuls                  | Blancs et nuls | 581          | 1,76         | 1 423       | 4,56        |  |
| Exprimés       | Exprimés                        | Exprimés       | 32 424       | 98,24        | 29 816      | 95,44       |  |

#### Vingt-cinquième circonscription
| Candidat                    | Candidat                      | Parti                     | Premier tour | Premier tour | Second tour | Second tour |  |
| Candidat                    | Candidat                      | Parti                     | Voix         | %            | Voix        | %           |  |
| --------------------------- | ----------------------------- | ------------------------- | ------------ | ------------ | ----------- | ----------- |  |
|                             | Alexandre Sanguinetti sortant | UD-Ve                     | 16 738       | 40,99        | 19 639      | 49,81       |  |
|                             | Urbain Nédelec                | PCF                       | 10 124       | 24,79        | Retrait     | Retrait     |  |
|                             | Claude Estier élu             | CIR (FGDS)                | 7 061        | 17,29        | 19 805      | 50,14       |  |
|                             | René Thomas                   | PDM                       | 5 813        | 14,23        | Retrait     | Retrait     |  |
|                             | Jean-Claude Feo               | Divers droite (Gaulliste) | 1 093        | 2,67         |             |             |  |
|                             |                               |                           |              |              |             |             |  |
| Inscrits                    | Inscrits                      | Inscrits                  | 52 004       | 100,00       | 52 004      | 100,00      |  |
| Abstentions                 | Abstentions                   | Abstentions               | 10 422       | 20,04        | 11 504      | 22,12       |  |
| Votants                     | Votants                       | Votants                   | 41 582       | 79,96        | 40 500      | 77,88       |  |
| Blancs et nuls              | Blancs et nuls                | Blancs et nuls            | 753          | 1,81         | 1 056       | 2,61        |  |
| Exprimés                    | Exprimés                      | Exprimés                  | 40 829       | 98,19        | 39 444      | 97,39       |  |
| Source : Gallica et CEVIPOF |                               |                           |              |              |             |             |  |

#### Vingt-sixième circonscription
| Candidat       | Candidat                  | Parti                     | Premier tour | Premier tour | Second tour | Second tour |  |
| Candidat       | Candidat                  | Parti                     | Voix         | %            | Voix        | %           |  |
| -------------- | ------------------------- | ------------------------- | ------------ | ------------ | ----------- | ----------- |  |
|                | Joël Le Tac sortant réélu | UD-Ve                     | 14 403       | 42,15        | 17 309      | 54,39       |  |
|                | Jean Wlos                 | PCF                       | 8 343        | 24,41        | 14 515      | 45,61       |  |
|                | Gaston Gévaudan           | SFIO (FGDS)               | 6 060        | 17,73        | Retrait     | Retrait     |  |
|                | Jean Nadd                 | CD (PDM)                  | 4 504        | 13,18        | Retrait     | Retrait     |  |
|                | Roger Péronnet            | Divers droite (Gaulliste) | 862          | 2,52         |             |             |  |
|                |                           |                           |              |              |             |             |  |
| Inscrits       | Inscrits                  | Inscrits                  | 44 044       | 100,00       | 44 044      | 100,00      |  |
| Abstentions    | Abstentions               | Abstentions               | 9 231        | 20,96        | 10 662      | 24,21       |  |
| Votants        | Votants                   | Votants                   | 34 813       | 79,04        | 33 382      | 75,79       |  |
| Blancs et nuls | Blancs et nuls            | Blancs et nuls            | 641          | 1,84         | 1 558       | 4,67        |  |
| Exprimés       | Exprimés                  | Exprimés                  | 34 172       | 98,16        | 31 824      | 95,33       |  |

#### Vingt-septième circonscription
| Candidat                  | Candidat                | Parti                | Premier tour | Premier tour | Second tour | Second tour |  |
| Candidat                  | Candidat                | Parti                | Voix         | %            | Voix        | %           |  |
| ------------------------- | ----------------------- | -------------------- | ------------ | ------------ | ----------- | ----------- |  |
|                           | Jean Bernasconi sortant | UD-Ve                | 13 174       | 39,98        | 15 046      | 47,71       |  |
|                           | Louis Baillot élu       | PCF                  | 11 310       | 34,33        | 16 493      | 52,29       |  |
|                           | Roger Friedmann         | Radical (FGDS)       | 4 730        | 14,36        | Retrait     | Retrait     |  |
|                           | Bernard Maurize         | CD (PDM)             | 3 124        | 9,48         |             |             |  |
|                           | Georges Maupin          | Extrême gauche (UCI) | 610          | 1,85         |             |             |  |
|                           |                         |                      |              |              |             |             |  |
| Inscrits                  | Inscrits                | Inscrits             | 42 280       | 100,00       | 42 280      | 100,00      |  |
| Abstentions               | Abstentions             | Abstentions          | 8 655        | 20,47        | 9 645       | 22,81       |  |
| Votants                   | Votants                 | Votants              | 33 625       | 79,53        | 32 635      | 77,19       |  |
| Blancs et nuls            | Blancs et nuls          | Blancs et nuls       | 677          | 2,01         | 1 096       | 3,36        |  |
| Exprimés                  | Exprimés                | Exprimés             | 32 948       | 97,99        | 31 539      | 96,64       |  |
| Source : CDSP et Le Monde |                         |                      |              |              |             |             |  |

#### Vingt-huitième circonscription
| Candidat       | Candidat                   | Parti          | Premier tour | Premier tour | Second tour | Second tour |  |
| Candidat       | Candidat                   | Parti          | Voix         | %            | Voix        | %           |  |
| -------------- | -------------------------- | -------------- | ------------ | ------------ | ----------- | ----------- |  |
|                | Pierre Ruais sortant réélu | UD-Ve          | 13 600       | 41,76        | 15 919      | 51,05       |  |
|                | Henri Fiszbin              | PCF            | 10 220       | 31,38        | 15 263      | 48,95       |  |
|                | Marcel Perrin              | CIR (FGDS)     | 3 667        | 11,26        |             |             |  |
|                | Georges Bontemps           | CD (PDM)       | 2 690        | 8,26         |             |             |  |
|                | Pierre Marchi              | PSU            | 1 945        | 5,97         |             |             |  |
|                | René Albaret               | Modérés        | 445          | 1,37         |             |             |  |
|                |                            |                |              |              |             |             |  |
| Inscrits       | Inscrits                   | Inscrits       | 41 226       | 100,00       | 41 217      | 100,00      |  |
| Abstentions    | Abstentions                | Abstentions    | 8 071        | 19,58        | 8 956       | 21,73       |  |
| Votants        | Votants                    | Votants        | 33 155       | 80,42        | 32 261      | 78,27       |  |
| Blancs et nuls | Blancs et nuls             | Blancs et nuls | 588          | 1,77         | 1 079       | 3,34        |  |
| Exprimés       | Exprimés                   | Exprimés       | 32 567       | 98,23        | 31 182      | 96,66       |  |

#### Vingt-neuvième circonscription
| Candidat       | Candidat                   | Parti          | Premier tour | Premier tour | Second tour | Second tour |  |
| Candidat       | Candidat                   | Parti          | Voix         | %            | Voix        | %           |  |
| -------------- | -------------------------- | -------------- | ------------ | ------------ | ----------- | ----------- |  |
|                | André Rives-Henrÿs sortant | UD-Ve          | 12 407       | 39,36        | 14 511      | 48,15       |  |
|                | Paul Laurent élu           | PCF            | 10 711       | 33,98        | 15 629      | 51,85       |  |
|                | Georges Benita             | SFIO (FGDS)    | 4 442        | 14,09        | Retrait     | Retrait     |  |
|                | Norbert Castellane         | CD (PDM)       | 3 964        | 12,57        |             |             |  |
|                |                            |                |              |              |             |             |  |
| Inscrits       | Inscrits                   | Inscrits       | 39 976       | 100,00       | 39 880      | 100,00      |  |
| Abstentions    | Abstentions                | Abstentions    | 7 828        | 19,58        | 8 573       | 21,5        |  |
| Votants        | Votants                    | Votants        | 32 148       | 80,42        | 31 307      | 78,5        |  |
| Blancs et nuls | Blancs et nuls             | Blancs et nuls | 624          | 1,94         | 1 167       | 3,73        |  |
| Exprimés       | Exprimés                   | Exprimés       | 31 524       | 98,06        | 30 140      | 96,27       |  |

#### Trentième circonscription
| Candidat       | Candidat             | Parti          | Premier tour | Premier tour | Second tour | Second tour |  |
| Candidat       | Candidat             | Parti          | Voix         | %            | Voix        | %           |  |
| -------------- | -------------------- | -------------- | ------------ | ------------ | ----------- | ----------- |  |
|                | Solange Troisier     | UD-Ve          | 12 952       | 37,52        | 15 867      | 48,65       |  |
|                | Claire Vergnaud élue | PCF            | 10 872       | 31,5         | 16 749      | 51,35       |  |
|                | Pierre Astier        | SFIO (FGDS)    | 3 936        | 11,4         |             |             |  |
|                | Roger Pinoteau       | CD (PDM)       | 3 071        | 8,9          |             |             |  |
|                | André Gozard         | PSU            | 1 970        | 5,71         |             |             |  |
|                | Jean Dides           | Modérés        | 1 718        | 4,98         |             |             |  |
|                |                      |                |              |              |             |             |  |
| Inscrits       | Inscrits             | Inscrits       | 43 545       | 100,00       | 43 545      | 100,00      |  |
| Abstentions    | Abstentions          | Abstentions    | 8 389        | 19,27        | 9 673       | 22,21       |  |
| Votants        | Votants              | Votants        | 35 156       | 80,73        | 33 872      | 77,79       |  |
| Blancs et nuls | Blancs et nuls       | Blancs et nuls | 637          | 1,81         | 1 256       | 3,71        |  |
| Exprimés       | Exprimés             | Exprimés       | 34 519       | 98,19        | 32 616      | 96,29       |  |

#### Trente-et-unième circonscription
| Candidat       | Candidat                | Parti          | Premier tour | Premier tour | Second tour | Second tour |  |
| Candidat       | Candidat                | Parti          | Voix         | %            | Voix        | %           |  |
| -------------- | ----------------------- | -------------- | ------------ | ------------ | ----------- | ----------- |  |
|                | Albert Marcenet sortant | UD-Ve          | 20 070       | 40,01        | 23 345      | 48,99       |  |
|                | Lucien Villa élu        | PCF            | 16 169       | 32,23        | 24 305      | 51,01       |  |
|                | Georges Beauchamp       | CIR (FGDS)     | 8 333        | 16,61        | Retrait     | Retrait     |  |
|                | Jean Lacombe            | CD (PDM)       | 5 195        | 10,36        |             |             |  |
|                | Justin Bautier          | Extrême gauche | 396          | 0,79         |             |             |  |
|                |                         |                |              |              |             |             |  |
| Inscrits       | Inscrits                | Inscrits       | 63 281       | 100,00       | 63 341      | 100,00      |  |
| Abstentions    | Abstentions             | Abstentions    | 12 090       | 19,11        | 13 902      | 21,95       |  |
| Votants        | Votants                 | Votants        | 51 191       | 80,89        | 49 439      | 78,05       |  |
| Blancs et nuls | Blancs et nuls          | Blancs et nuls | 1 028        | 2,01         | 1 789       | 3,62        |  |
| Exprimés       | Exprimés                | Exprimés       | 50 163       | 97,99        | 47 650      | 96,38       |  |